# Margistrombus
Genre
Margistrombus est un genre de mollusques gastéropodes de la famille des Strombidae. 

## Liste des espèces
Selon World Register of Marine Species (26 septembre 2017) :
- Margistrombus boucheti Thach, 2016 -- Vietnam
- Margistrombus marginatus (Linnaeus, 1758) -- Océan Indien septentrional
- Margistrombus robustus (G. B. Sowerby III, 1875) -- Région indonésienne
- Margistrombus septimus (Duclos, 1844) -- Pacifique
- Margistrombus simanoki Liverani, 2013
- Margistrombus succinctus (Linnaeus, 1767) -- océan Indien

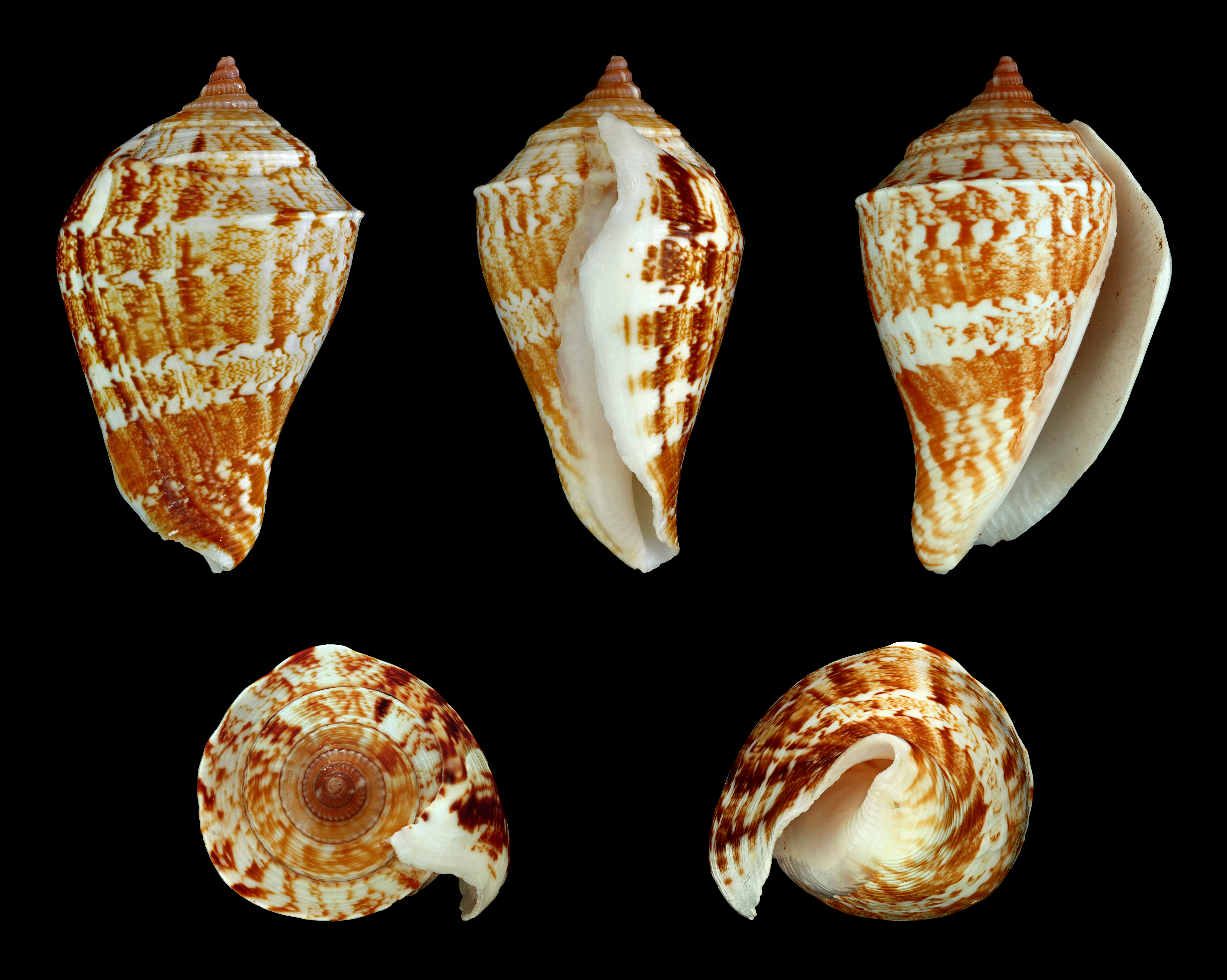
Margistrombus marginatus.
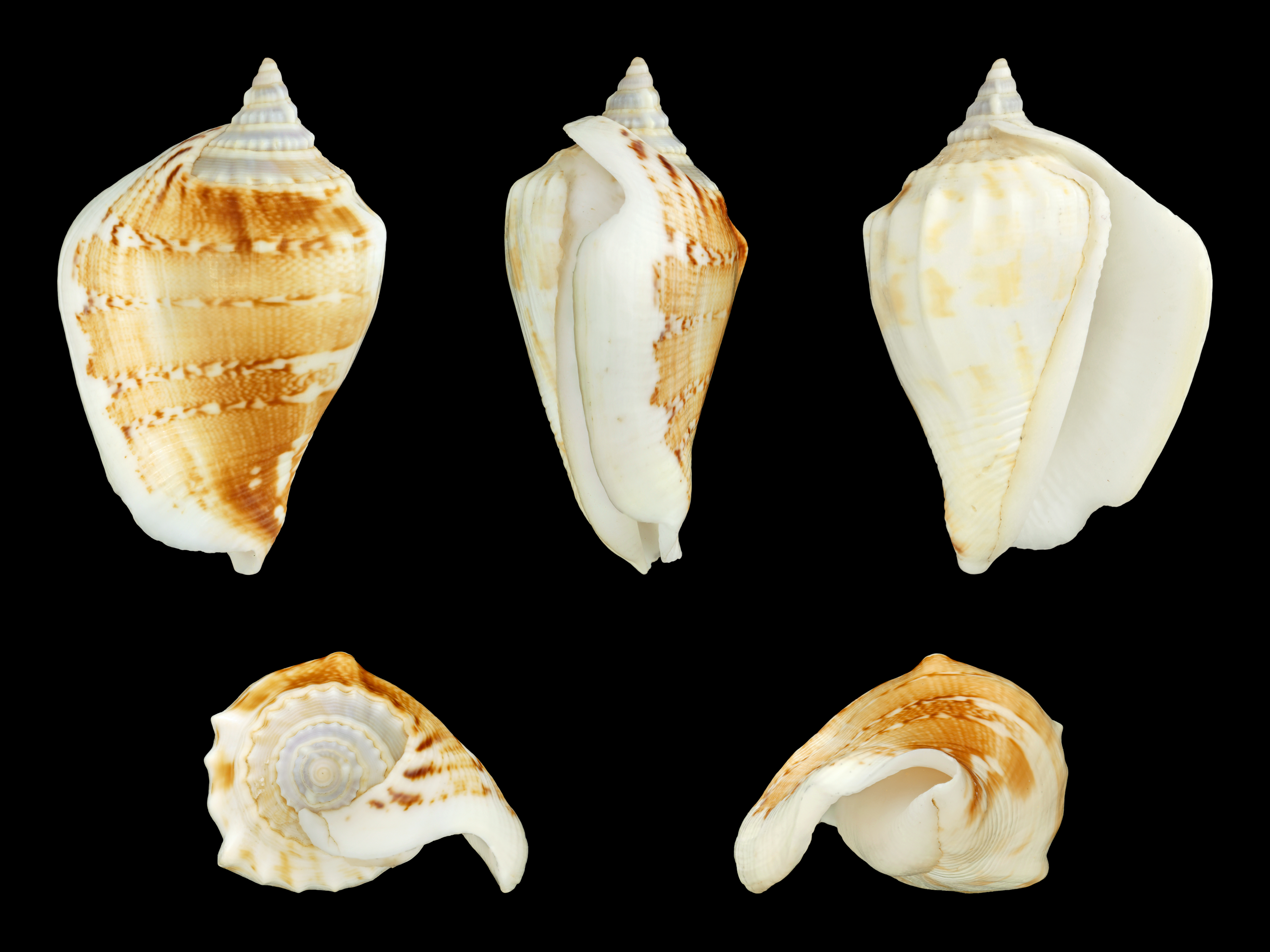
Margistrombus robustus.
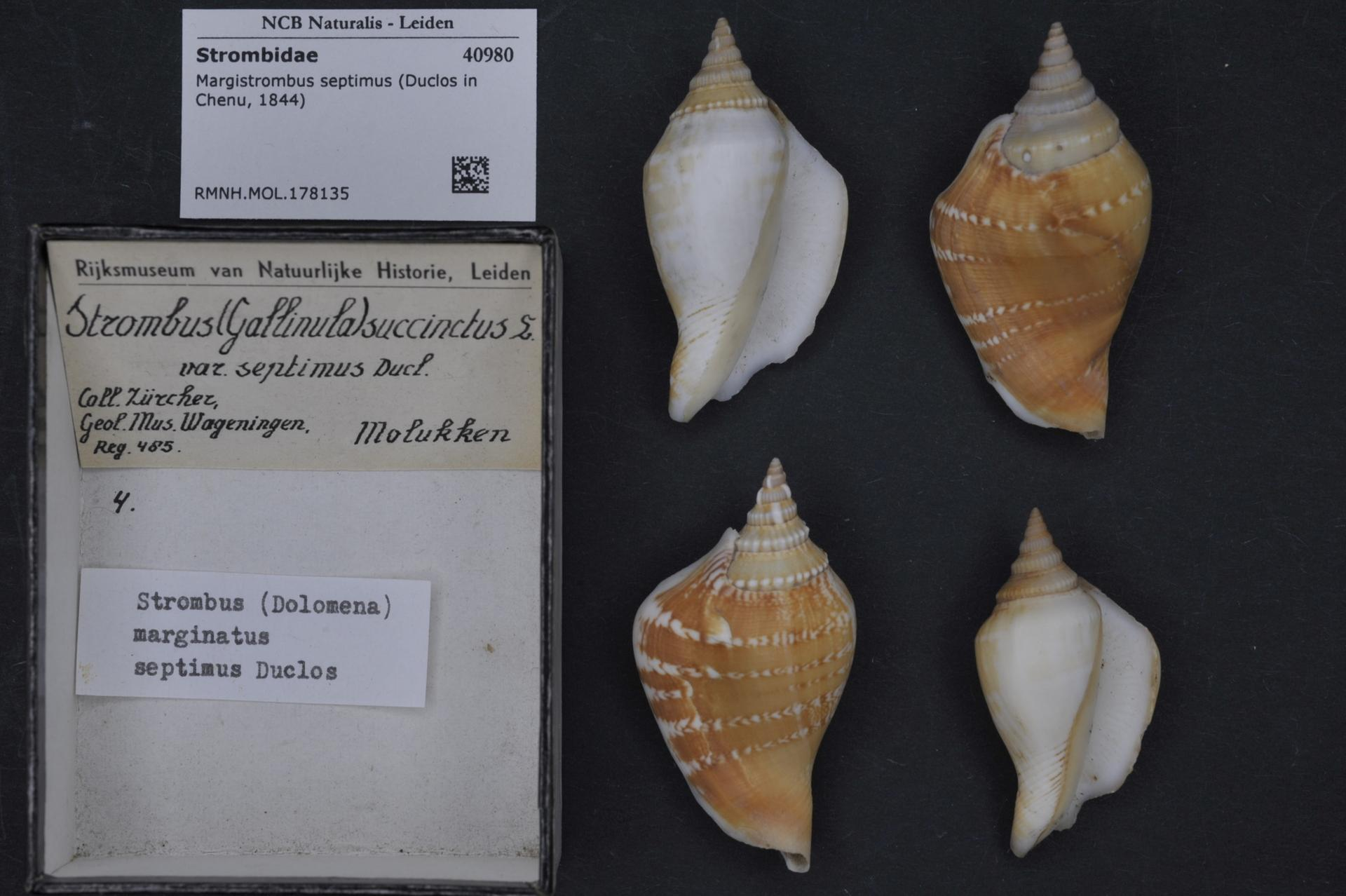
Margistrombus septimus.
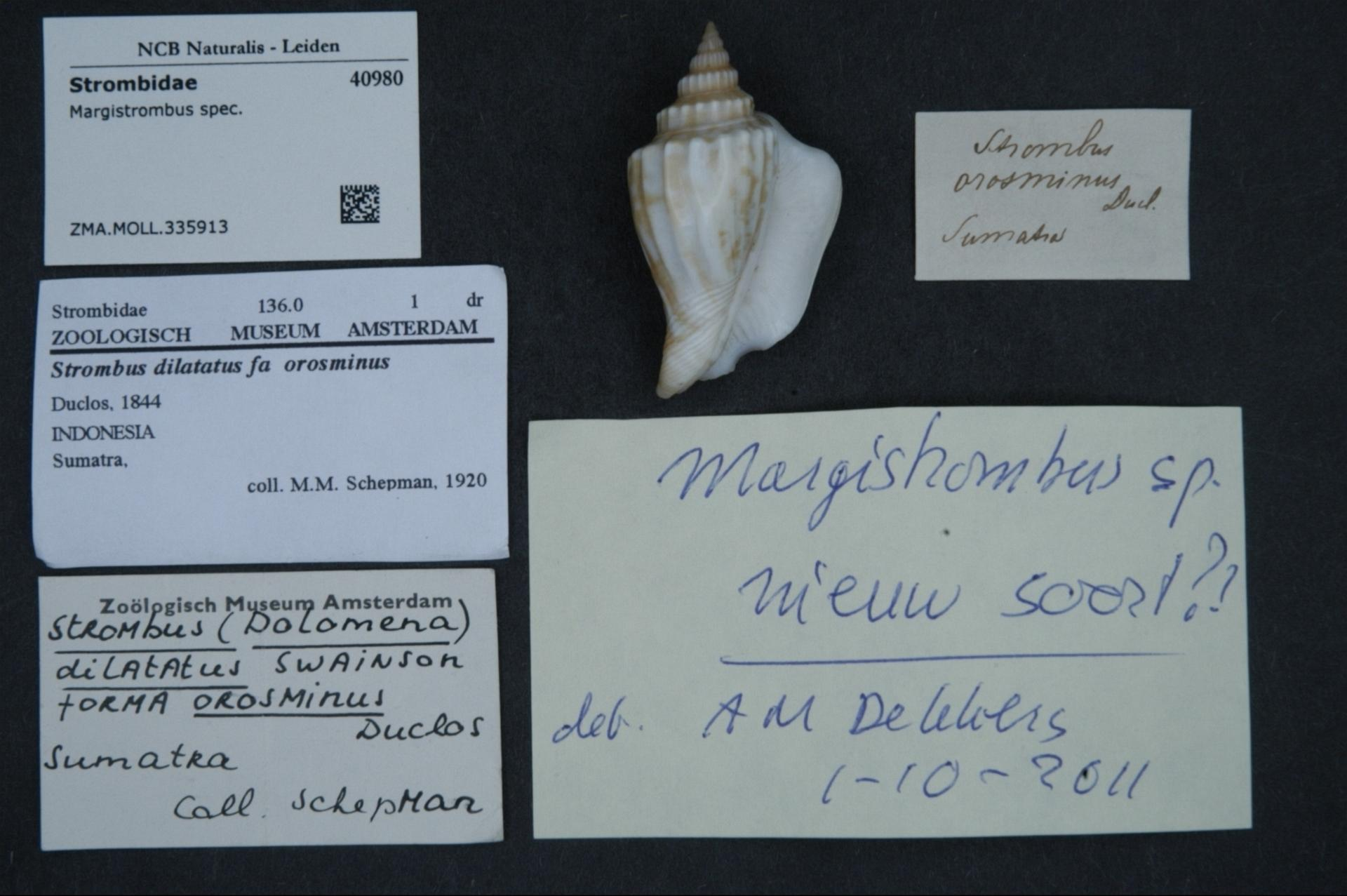
Margistrombus simanoki.
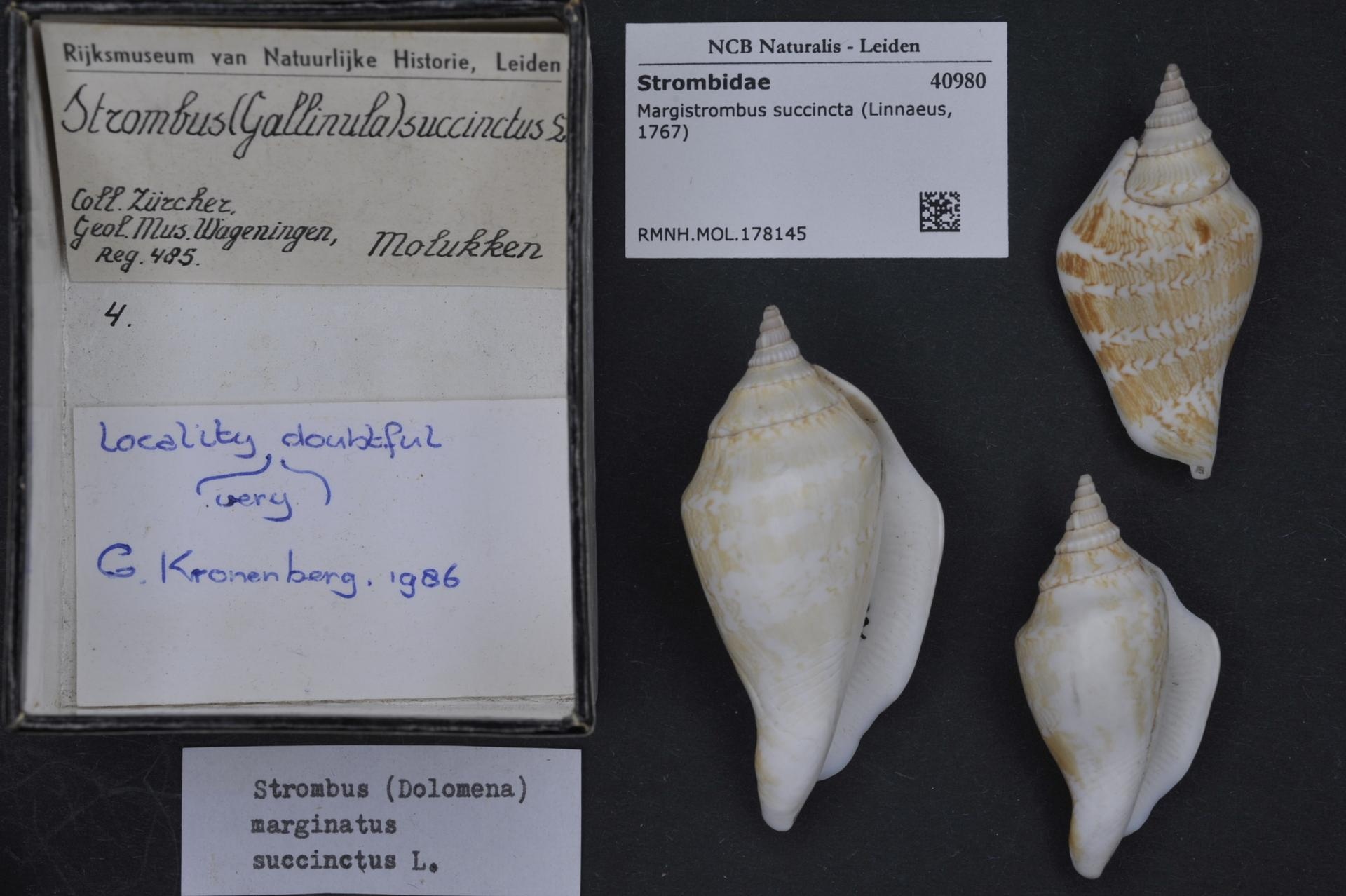
Margistrombus succincta.